# Stictis radiata
Stictis radiata är en lavart som först beskrevs av L., och fick sitt nu gällande namn av Christiaan Hendrik Persoon och Fr.. Stictis radiata ingår i släktet Stictis, och familjen Stictidaceae. Arten är reproducerande i Sverige.